# Idiotephria evanescens
Idiotephria evanescens är en fjärilsart som beskrevs av Otto Staudinger 1897. Idiotephria evanescens ingår i släktet Idiotephria och familjen mätare. Inga underarter finns listade i Catalogue of Life.